# Villa Hergt

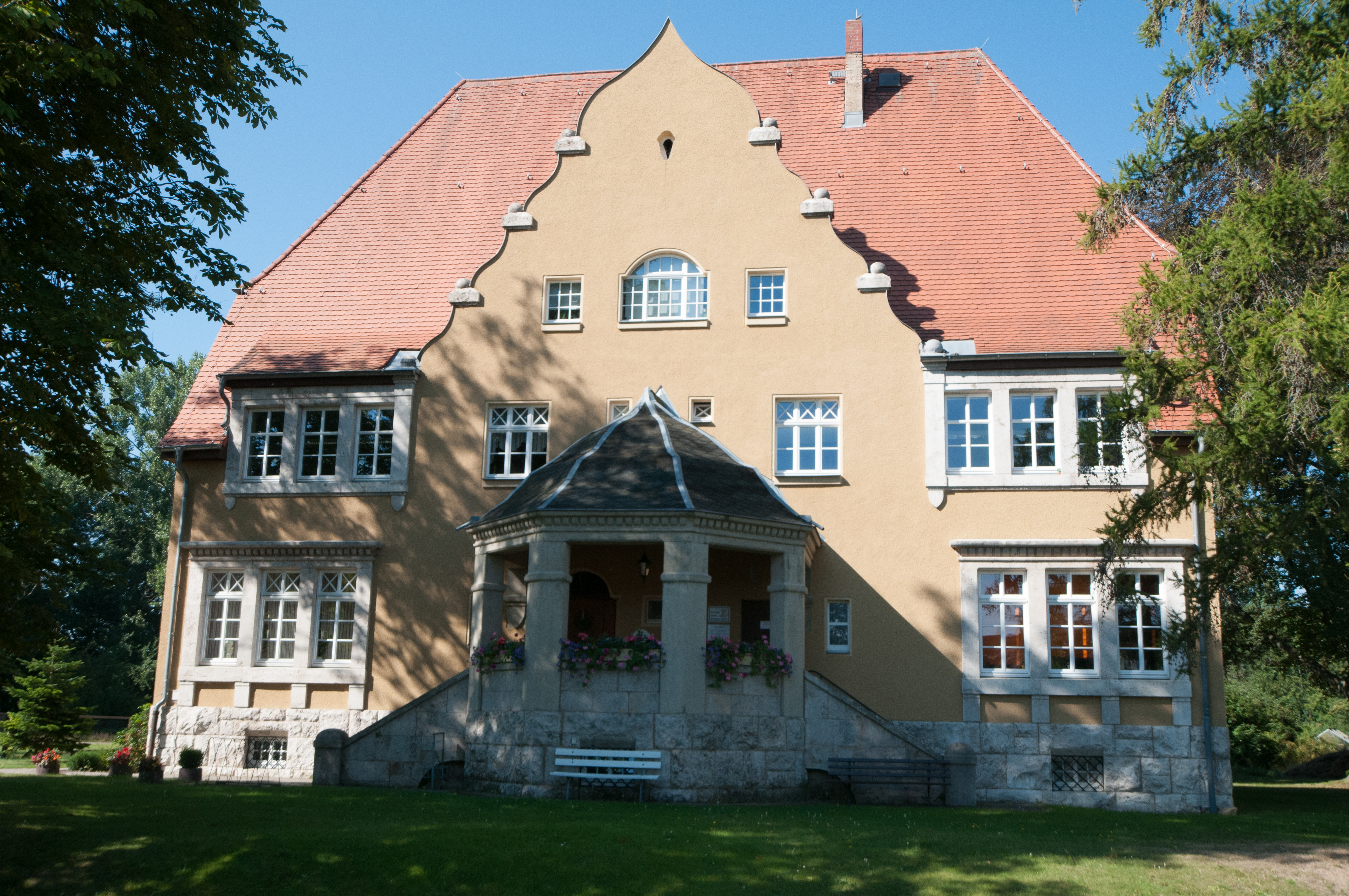
Villa Hergt

Die Villa Hergt in Mellingen im Weimarer Land wurde 1925 im Stil der Neorenaissance errichtet. Seit 2022 steht sie unter Denkmalschutz.
Sie wurde von dem Architekten Alfred Arndt, der am Bauhaus studiert hatte, entworfen. Bauherr war der Mühlenbesitzer Hermann Hergt, der die Villa für sich und seine Familie errichten ließ. Hergt besaß die Untermühle.
Die Villa an der Karl-Alexander-Straße 134a ist Sitz der Verwaltungsgemeinschaft Mellingen. Sie wurde 2022 in die Denkmalliste aufgenommen. Sie ist das größte Sanierungsprojekt der Verwaltungsgemeinschaft Mellingen. Für die Innenraumgestaltung der Villa Hergt fertigte Arndt seinen letzten Farbentwurf an.